# Chaker Zouaghi
Chaker Zouaghi (arab. اشنثق ئخعشلاه, ur. 10 stycznia 1985 w Tunisie) piłkarz tunezyjski grający na pozycji środkowego pomocnika.

## Kariera klubowa
Zouaghi jest wychowankiem klubu Olympique Béja, ale występował tam jedynie w drużynach młodzieżowych. Następnie został piłkarzem Étoile Sportive du Sahel. W 2004 roku zadebiutował w jego barwach w lidze tunezyjskiej. W swoim pierwszym sezonie wywalczył wicemistrzostwo Tunezji i dotarł do finału Afrykańskiej Ligi Mistrzów. W 2005 roku Zouaghi także został wicemistrzem kraju. Na początku 2006 roku Tunezyjczyk przeszedł do rosyjskiego Łokomotiwu Moskwa. W Premier Lidze zadebiutował 9 kwietnia w przegranych 1:2 derbach ze Spartakiem Moskwa, a pierwszego gola zdobył w wygranym 3:1 meczu z Amkarem Perm. Rok 2006 zakończył z Lokomotiwem na 3. miejscu w tabeli. W 2007 rozegrał jedno spotkanie, a w 2008 ani razu nie pojawił się na boisku.
W 2009 roku Zouaghi wrócił do Étoile Sportive du Sahel i grał w nim przez jeden sezon. Z kolei w 2010 roku został piłkarzem szwajcarskiego FC Zürich. W 2012 roku wrócił do ojczyzny i został zawodnikiem Espérance Tunis.
| Sezon   | Klub                     | Kraj       | Rozgrywki              | Mecze | Bramki |
| ------- | ------------------------ | ---------- | ---------------------- | ----- | ------ |
| 2004/05 | Étoile Sportive du Sahel | Tunezja    | Championnat de Tunisie | ?     | ?      |
| 2005/06 | Étoile Sportive du Sahel | Tunezja    | Championnat de Tunisie | ?     | ?      |
| 2006    | Łokomotiw Moskwa         | Rosja      | Priemjer-Liga          | 11    | 1      |
| 2007    | Łokomotiw Moskwa         | Rosja      | Priemjer-Liga          | 1     | 0      |
| 2008    | Łokomotiw Moskwa         | Rosja      | Priemjer-Liga          | 0     | 0      |
| 2009/10 | Étoile Sportive du Sahel | Tunezja    | Championnat de Tunisie | 19    | 0      |
| 2010/11 | FC Zürich                | Szwajcaria | Super League           | 29    | 3      |
| 2011/12 | FC Zürich                | Szwajcaria | Super League           | 12    | 0      |
| 2010/11 | Espérance Tunis          | Tunezja    | Championnat de Tunisie |       |        |

## Kariera reprezentacyjna
Zouaghi ma za sobą występy w młodzieżowej reprezentacji Tunezji U-21, a w 2005 roku zadebiutował w pierwszej reprezentacji. W 2008 roku selekcjoner Roger Lemerre powołał go do kadry na Puchar Narodów Afryki 2008.